# 雛田なつみ
雛田 なつみ（ひなた なつみ、1985年5月16日 - ）は、日本の実業家、元グラビアアイドル。
奈良県出身。所属事務所は、プラチナム・パスポート→アヴィラ→プロダクション尾木。

## 人物
- それ以前の芸名は、雛田みか（アヴィラ在籍時）。
- ホラー映画やカレーが好物で自らをカレー姫と呼称している。好きなカレーの種類はインドカレー、タイカレーなど本場志向である。
- 苦手な食べ物はトマトと胡瓜だが、ロッテリアの絶妙ハンバーガー販促サイトに登場している（この商品にはトマトが使用されている）
- 週刊ヤングジャンプ携帯サイトの巨乳アイドル発掘企画「ぷるるんサバイバル2009」にて2009年6月、4回勝ち抜きを果たし7代目ぷるるんQUEENに就任した。
- カートレース場アップルフォーミュラランドの「チームキャッツアップル2009」に、同事務所の先輩、本橋優華・浜崎慶美とともに選出され、2009年5月現在人気投票に参戦中である。（投票ランキング上位入賞で同レース場のイベントに参加する事になる）
- 他にも「パチスロ必勝本DX」（辰巳出版）の勝ち抜き企画ギャルズパーティー（3期生就任）、「音楽ば〜か」美女木ジャンクションなど勝ち抜きサバイバル企画に参加することが多い。
- ほぼ同時期に事務所入りした橘未憂とコンビで仕事を組まれることが多い。
- 2009年3月ロッテリア原宿表参道店に新設されたサテライトスタジオで放送されるインターネット番組「みんなの願いを叶えたい! 金曜」（あっ!とおどろく放送局）に朝川ことみの代理MCとして登場（2009年4月10日）。その後、朝川が多忙を窮める様になった為、入れ替わる形で翌週より2代目レギュラーMCに就任した。ここでも相方は橘未憂である。
- あっ!とおどろく放送局で毎週金曜生放送中の「みんなの願いを叶えたい!」で橘未憂とコンビを組む様になってから、「ひなみゅうず」と言うコンビ名が付いた。
- 2010年4月いっぱいでアヴィラを辞め、後に占いをテーマにした美容会社を設立し実業家に転身した。
- 占いは四柱推命、西洋占星術、タロットなど様々な占術を使いこなす上級者。

## 出演

### 地上波放送・CS番組
レギュラー
- サイトセブンTV（スカイパーフェクTV!777ch.）

過去の出演番組
- 音楽ば〜か（テレビ東京、2009年4月4日 - 2009年5月2日）
- グラビアの美少女 #449（MONDO TV、2009年7月17日）

### インターネット放送
- 〔特別番組〕あっ!と生忘年会2009（あっ!とおどろく放送局、2009年12月22日）

レギュラー
- みんなの願いを叶えたい! 金曜」（あっ!とおどろく放送局、2009年4月17日 -2010年4月30日）2代目MC
- 折原みかのアバンギャル道（あっ!とおどろく放送局）準レギュラー
- 宇宙一せまい授業!（あっ!とおどろく放送局）準レギュラー
- 山口愛実のお天気予報（あっ!とおどろく放送局）準レギュラー

### 雑誌
- パチスロ必勝本DX（辰巳出版）ギャルズパーティー3期生一年間レギュラー

### 舞台
- ろまんす（3月23日 - 27日[いつ?]、AQUA studio）

### その他
- ダイコク電機遊技機用情報端末 BiGMOガール

## 作品

### デジタル写真集
- 雛田みか（2009年3月31日、デジタル出版 - archive.today（2013年4月27日アーカイブ分））
- 雛田みか2（2009年3月31日、デジタル出版 - archive.today（2013年4月27日アーカイブ分））

### DVD
- ひなたぼっこ（2008年12月20日、トリコ）
- ひなたの時間（2009年3月25日、エアーコントロール）
- chick（2009年7月24日、竹書房）
- ラブ＊ホテル10（2010年9月27日、晋遊舎）